# Ліщук Адольф Іванович
Адольф Іванович Ліщук (4 грудня 1937 , Мощена, Волинська область  — 12 червня 2002 , Одеса ) — радянський та український учений, фізіолог рослин та еколог, доктор біологічних наук (1991), професор (1998); академік Національної академії аграрних наук України (1995), директор Нікітського ботанічного саду у 1992—1999 роках.
Автор низки наукових праць та винаходів.

## Біографія
Народився 4 грудня 1937 року в селі Мощена Ковельського району Волинської області Української РСР.
1963 року закінчив Львівський університет (нині Львівський національний університет імені Івана Франка).
З 1969 року працював у Нікітському ботанічному саду: з 1975 року — вчений секретар, з 1981 року — заступник директора з наукової роботи, з 1992 по 1999 рік — директор. З 1999 Адольф Ліщук працював завідувачем відділу експериментальної біології Нікітського ботанічного саду.
У 1970 році захистив кандидатську дисертацію на тему «Фізіологічні особливості сортів аличі на різних підщепах у зв'язку з їхньою посухостійкістю». У 1991 році захистив докторську дисертацію на тему «Фізіологія водообміну та посухостійкості плодових культур».
Помер 12 червня 2002 року в Одесі. Був похований у рідному селі.